# Towed in a Hole
Towed in a Hole (br.: Barqueiro de Voga / Peixe Fresco / Pescando no Seco / O Capitão e Seu Marujo - TV) é um filme de curta-metragem estadunidense de 1932 do gênero comédia pastelão, dirigido por George Marshall para a Metro-Goldwyn-Mayer. É uma produção de Hal Roach estrelada pela dupla Laurel & Hardy.

## Elenco
- Stan Laurel...Stanley
- Oliver Hardy...Ollie
- Billy Gilbert...Joe, o barqueiro

## Enredo
Laurel e Hardy são vendedores de peixes frescos, os quais transportam com um caminhão. Seguindo uma ideia de Stan, eles compram um barco para pescarem eles mesmos os peixes que vendem e com isso, aumentarem os lucros. O barco está sucateado e cheio de furos, mas a dupla começa a restaurá-lo. Apesar de alguns contratempos, tais como os provocados por uma âncora jogada no casco e o mastro ser cerrado por Stan que ficara com a cabeça presa, os concertos são concluídos e o barco fica pronto para ser levado ao mar. Mas, quando se mostra pesado demais para ser carregado pelo automóvel deles, Stan dá a ideia de içar a vela para aproveitar a força do vento. Ao fazerem isso ocorre um desastre: o barco vai sem controle para cima do carro e ambos acabam destruídos. Stan então corre para os destroços e fica feliz ao recuperar a corneta que usava para anunciar a chegada do caminhão de peixe, o que deixa Ollie irado e o faz sair correndo atrás do amigo.

## Refilmagem
Towed in a Hole foi refilmado pelos Três Patetas em 1945 com o título Booby Dupes.